# Bakom stängda dörrar (film, 2012)
Bakom stängda dörrar är en fransk film från 2012 i regi av François Ozon. Den går under den franska titeln Dans la maison och den amerikanska titeln In the house.

## Handling
Berättelsen utspelar sig i en fransk småstad där den äldre franska-läraren Germain blir fascinerad av en uppsats som hans elev skrivit.